# Lądowisko Ikar Jasło
Lądowisko Ikar Jasło – lądowisko wielofunkcyjne w Jaśle, położone w województwie podkarpackim. Lądowisko należy do Jasielskiego Stowarzyszenia Lotniczego "IKAR".
Lądowisko powstało w 2013, figuruje w ewidencji lądowisk Urzędu Lotnictwa Cywilnego. 
Dysponuje trawiastą drogą startową o długości 400 m.
LĄDOWISKO IKAR - JASŁO (informacje nie do celów operacyjnych)
DANE OPERACYJNO-TECHNICZNE
1. Punkt odniesienia lądowiska: środek lądowiska (ARP) 230 m n.p.m.
2. Współrzędne geograficzne punktu odniesienia według WGS-84:
Szerokość geograficzna: 049°45’10,00" N
Długość geograficzna: 021°30’40,00" E
3. Położenie w stosunku do centrum miejscowości Jasło - 75° GEO, 2,5 km
4. Częstotliwość, sygnał radiowy radiostacji korespondencyjnej lądowiska - nie posiada.
5. Wzniesienie nad poziom morza: 230 m n.p.m.
6. Przeznaczenie lądowiska: 
Lądowisko przeznaczone jest do operacji startów i lądowań, wykonywanych zgodnie z przepisami dla lotów z widocznością (VFR) w warunkach VMC w dzień. Zamiar wykonania operacji lotniczej należy uzgodnić i uzyskać zgodę zarządzającego lądowiskiem co najmniej jeden dzień wcześniej.

CHARAKTERYSTYKA LĄDOWISKA
1. Wymiary pasa startowego: 
długość 400 m, szerokość 25 m.
2. Główny kierunek startu/lądowania: 
kierunek startu i lądowania 80° - 260° GEO
3. Oznaczenia pasa startowego - białe znaczniki na obrzeżach pasa startowego. 
Rodzaj nawierzchni pasa startowego/drogi startowej - trawa.
4. Charakterystyka przedpola:
Lądowisko IKAR JASŁO znajduje się na wschód od miejscowości Jasło. Jest usytuowane na płaskim terenie (łąkach) w strefie przemysłowej.

Od północy:
Rów melioracyjny w sąsiedztwie pasa startowego. Linia wysokiego napięcia równoległa do pasa w odległości 150 metrów od krawędzi pasa startowego.
Od wschodu:
W odległości 40 m od progu pasa wzniesienie wysokości 1,2 m, a dalej rów melioracyjny w odległości 100 m.
Od południa:
Na południowy zachód od zachodniego progu pasa w odległości 120 m wysokie drzewa oraz budynki, a w odległości 700 m komin o wysokości 62 m.
Od zachodu:
Oświetlenie uliczne wysokości 8m w odległości 180m od zachodniego progu pasa.
PROCEDURY WYKONYWANIA LOTÓW
1. Starty lądowania wykonywane są na kierunkach 08 - 26 z jednego pasa. W przypadku zamiaru lądowania na lądowisku należy zwrócić uwagę: czy lądowisko nie jest wykorzystywane przez modele latające. Aby wykonać lądowanie należy wykonać pełny południowy krąg nadlotniskowy i dać czas modelarzom na usunięcie modeli z pasa. Należy obserwować czy te czynności zostały wykonane.
2. Na lądowisku obowiązuje krąg nadlotniskowy na wysokości 300 m AGL południowy,
3. Trasy dolotowe  dowódca statku powietrznego wykonujący dolot/odlot do lądowiska Jasło Ikar inny niż ratowniczy powinien go wykonywać od strony zachodniej po obrzeżach miasta poza terenem jego zwartej zabudowy.

Dane z dnia 20.02.2015 r.